# 캐나디안 아메리칸 어소시에이션
캐내디안 아메리칸 어소시에이션(Canadian American Association of Professional Baseball)는 2005년 창설된 미국 독립 리그이다. 2019년 시즌 이후 운영을 중단했으며 6개 리그 팀 중 5개 팀이 프런티어 리그에 합류했다.

## 팀
| 팀                       | 연고지                | 홈구장                   |
| ------------------------ | --------------------- | ------------------------ |
| 뉴저지 자칼스            | 리틀 폴스, 뉴저지     | 요기 베라 스타디움       |
| 오타와 챔피언스          | 오타와, 온타리오      | 오타와 베이스볼 스타디움 |
| 퀘벡 캐피털스            | 퀘벡 시티, 퀘벡       | 스타드 뮤니시플          |
| 락랜드 볼더스            | 퍼모나, 뉴욕          | 프로비던트 뱅크 파크     |
| 서식스카운티 마이너스    | 오거스타, 뉴저지      | 스카이랜즈 파크          |
| 트루아 리베에르 에이글스 | 트루아 리베에르, 퀘벡 | 스타드 페르낭-베다드     |